# جورج بوهمه
جورج بوهمه هو سياسي ألماني، ولد في 16 مارس 1926 في هيلدسهايم في ألمانيا، وتوفي بنفس المكان في 1 يوليو 2016. نشط حزبياً في الحزب النازي والاتحاد الديمقراطي المسيحي. وقد انتخب عضو في البوندستاغ الألماني خلال فترته النيابية ‏ (17 أكتوبر 1961 – 17 أكتوبر 1965).